# Kossoucoingou
Kossoucoingou eller Koussoukoingou är en stad och ett arrondissement i kommunen Boukoumbé i nordvästra Benin. Den hade 3 589 invånare år 2002 och 534 invånare år 2016.